# 別煩憂，開心就好
《別煩憂，開心就好》（日语：／ Omoi Wazurau Koto Naku Tanoshiku Ikiyo ?），日本女作家江國香織的小說。在光文社女性時尚雜誌《VERY》的2001年10月號至2003年12月號上連載，2004年6月25日發行文庫本。
2011年被NHK改編為電視連續劇《他、丈夫、男友們》，由真木陽子主演。

## 情節
以犬山家三姊妹的感情生活為主線。長女麻子結婚七年，丈夫有家暴行為，但麻子從來不敢反抗；次女治子在外資企業工作，一方面固定和男友熊木圭介交往，但另一方面又不斷與其他男人有染；三女育子有戀父情結，喜歡中年男性，對戀愛和婚姻完全沒信心……甚至三姊妹的父母對待感情問題也是同樣的吊兒郎當。
當麻子將家暴問題告訴治子和育子之後，家暴問題成為全家人的事情……

## 電視劇
《他、丈夫、男友們》（日语：／ Kare, Otto, Otoko Tomodachi ?），是NHK改編《別煩憂，開心就好》製作的電視劇，2011年11月1日至12月20日每週二22:00播放，全8話。

### 演員陣容

#### 主要人物
犬山治子：真木陽子
多田麻子：木村多江
犬山育子：夏帆
犬山洋子：高畑淳子

#### 近親人物
多田邦一：中山裕介
熊木圭介：德井義實
岸正彰：三浦貴大
相川光夫：若葉龍也
草壁修司：長塚京三
草壁雅美：片岡禮子
草壁元子：米谷澪

#### 其他
八木弘樹：平岳大
八木繪里香：宮下友美
富野久美：高橋香織
小宮山信二：柄本時生
島尾：森本雷歐
動物行動學研究室
岡部：島田洋八（教授）
美佐江：真下玲奈（研究員）
亞里沙：松田百香（研究員）
阿悟：重山邦輝（研究員）
大原：中島匠（研究員）

#### 客串
第1 - 2話
- 木下仁志：福田轉球

第3、5 - 6、最終話
- 相原雪枝：濱田麻里

第7話
- 田邊真紀：江頭日向

### 製作
- 原作：江國香織《別煩憂，開心就好》
- 編劇：淺野妙子
- 音樂：大島美智留
- 主題曲：安藤裕子 
- 旁白解說：千葉進步
- 導演：佐佐木章光、古厩智之
- 製作統括：錢谷雅義、黑澤淳
- 製作出品：NHK、TELEPACK

### 各話資料
| 各回                                                     | 播放日期       | 日文標題 | 中文標題       | 導演       | 收視率 |
| -------------------------------------------------------- | -------------- | -------- | -------------- | ---------- | ------ |
| 第1回                                                    | 2011年11月1日  |          | 危險關係       | 佐佐木章光 | 6.5%   |
| 第2回                                                    | 2011年11月8日  |          | 突如其來的求婚 | 佐佐木章光 | 8.7%   |
| 第3回                                                    | 2011年11月15日 |          | 吻痕           | 古厩智之   | 8.2%   |
| 第4回                                                    | 2011年11月22日 |          | 父親的秘密     | 佐佐木章光 | 8.2%   |
| 第5回                                                    | 2011年11月29日 |          | 我們，只能逃離 | 古厩智之   | 8.7%   |
| 第6回                                                    | 2011年12月6日  |          | 求你了，別走   | 古厩智之   | 8.3%   |
| 第7回                                                    | 2011年12月13日 |          | 何謂愛一個人   | 佐佐木章光 | 8.9%   |
| 最終回                                                   | 2011年12月20日 |          | 愛的不可思議   | 佐佐木章光 | 8.1%   |
| 平均收視率：8.2%（收視率由Video Research於關東地區統計） |                |          |                |            |        |

| NHK ドラマ10                                       | NHK ドラマ10                                | NHK ドラマ10 |
| -------------------------------------------------- | ------------------------------------------- | ------------ |
|                                                    | 他、丈夫、男友們 （2011.11.1 - 2011.12.20） |              |
| Last money ～愛的價值～ （2011.9.13 - 2011.10.25） | 走在鋼索上的女人 （2012.1.24 - 2012.2.28）  |              |

## 外部連結
- 電視劇官方網頁（页面存档备份，存于）